# Khamerernebti A
Khamerernebti, o Khamerernebti A, (Ḫꜥ mrr nb.tj, "Aparició de l'estimada de les Dues Dames") va ser una princesa egípcia de la V Dinastia. Era filla del rei Niuserre Ini i es va casar amb Ptahixepses (un djati).

## Biografia
Khamerernebti era filla del rei Niuserre. No se sap qui era la seva mare; l'esposa principal del seu pare era Reptinub, però no hi ha proves que fos la seva mare.
Khamerernebti es va casar amb un djati (visir) anomenat Ptahixepses. Van tenir com a mínim cinc fills, els quals apareixen esmentats a la tomba de Ptaixepses a Abusir: Ptahixepses, Kahotep, Qednes i Hemakhti, i la filla Meritites, la qual tenia el títol de "Filla del rei", tot i ser només la neta d'un rei. Verner hi afegeix un altre fill anomenat Kafini, la imatge i el nom del qual es van eliminar sistemàticament dels monuments.
La mastaba de Ptahixepses contenia dos sarcòfags, un per a ell i un altre lleugerament més petit que probablement va acollir les despulles de Khamerernebti. El sarcòfag de Khamerernebti formava part del disseny original de la tomba i hi devia ser inclòs abans de la conclusió de la mastaba. El nom de Khamerernebti s'ha trobat en blocs de pedra calcària, inscrits pels constructors. Khamerernebti sembla, doncs, que va ser enterrada a la mastaba del seu marit, tot i que tenia una cambra funerària acabada a la Mastaba de les Princeses situada a prop de l'angle nord-est de la piràmide de Niuserre. Khamerernebti havia de compartir la Mastaba de les Princeses amb una princesa anomenada Meritites i un cortesà anomenat Kahotep. Però aparentment aquesta tomba no es va utilitzar mai.